# Ферзен, Павел Карлович
Граф Павел Карлович Ферзен (нем. Paul Graf von Fersen; 16 (27) февраля 1800 — 23 февраля (6 марта) 1884) — обер-егермейстер, начальник Императорской охоты при Александре II, страстном охотнике. Внук И. Е. Ферзена, первого русского графа из этого рода.

## Биография
Родился в Санкт-Петербурге 16 февраля 1800 года. Из остзейского немецкого рода Ферзенов, который имел также шведскую ветвь. Сын Карла Ивановича Ферзена (1779—1825) и Шарлотты Густавовны, урожд. фон Сильвер-Харнист (1782—1820); крестник императора Павла I. Первоначальное образование получил в доме родителей, а затем поступил в Пажеский корпус, по окончании которого вступил в 1819 году в Кавалергардский полк корнетом и в 1821 году назначен адъютантом к генералу графу Витгенштейну.
Произведённый в штабс-ротмистры в 1827 году и прослужив в Киевском гусарском (1830) и в Лейб-кирасирском полках, граф Ферзен в 1831 году снова был переведен в Кавалергардский полк и в его рядах участвовал в походе против польских мятежников; за отличное мужество, выказанное при штурме Варшавы, награждён орденом Св. Владимира 4-й степени с бантом. Высочайшим приказом от 14 декабря 1833 года ротмистр Ферзен был произведён в полковники и уволен от службы «по болезни» с мундиром.

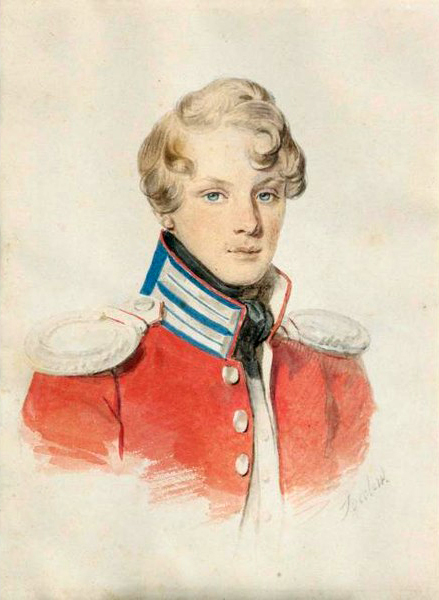
Юный Ферзен (1820-е)

В 1836 году Ферзен был определён чиновником по особым поручениям при Министерстве Императорского двора с причислением к Кабинету Его Величества, а в 1838 году прикомандирован к комиссии по возобновлению Зимнего дворца и пожалован придворным званием «в должности церемониймейстера».
В 1840 году пожалован придворным званием «в должности шталмейстера» и определён состоять при великой княгине Александре Николаевне, в 1844 году определён состоять при императорском дворе. В 1846 году произведён в действительные статские советники и пожалован придворным званием «в должности егермейстера». В 1848 году назначен попечителем больницы, учреждённой в память великой княгини Александры Николаевны, в 1852 году — управляющим Егермейстерской частью. В 1854 году пожалован чином егермейстера.
С 30 августа 1862 года — обер-егермейстер и в этом чине оставался до конца своей службы. В течение своей службы при дворе имел целый ряд почётных назначений и наград; был пожалован четырьмя придворными званиями, что явилось рекордом для Российской империи. Но блестящая карьера графа Ферзена неожиданно была им погублена 29 декабря 1870 года, когда на царской охоте близ станции Малая Вишера Николаевской железной дороги его роковым выстрелом был убит егермейстер В. Я. Скарятин.
Для исследования дела была назначена комиссия, которая пришла к выводу, что Скарятин убит на охоте выстрелом из ружья графа Ферзена разрывною пулею в то время, когда он проходил в 14 шагах от последнего. Только 9 января Ферзен сознался, что убил Скарятина. Комиссия нашла, что настоящее дело имеет в себе признаки неосторожного обращения графа Ферзена с ружьём, имевшего последствием случайный выстрел; 25 января 1871 года указом императора Ферзен был уволен от службы. Выйдя в отставку, остальное время жизни Ферзен провёл в Германии, преимущественно в Дрездене, где и умер 23 февраля 1884 года. Был похоронен в Велико-Иоганнесе Феллинского уезда Лифляндской губернии, где был землевладельцем.

## Семья

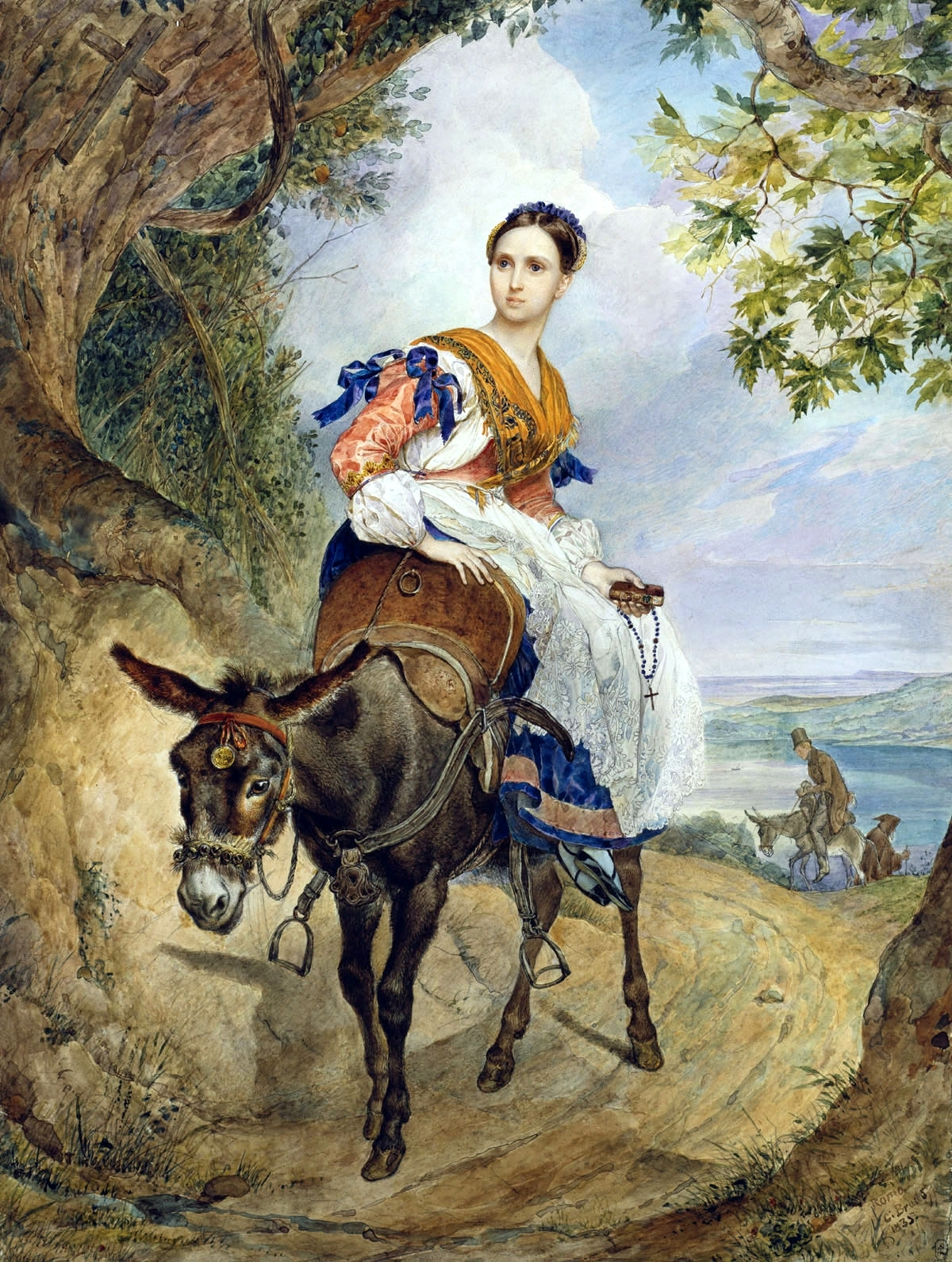
Ольга Ферзен на портрете Карла Брюллова (1835)

Первая жена (с 30 июня 1829 года) — графиня Ольга Павловна Строганова (01.06.1808—13.04.1837), богатая наследница, младшая дочь графа П. А. Строганова и С. В. Голицыной, внучка знаменитой «Princesse Moustache» («Усатой княгини»). Её брак вызвал в обществе скандал. Граф Ферзен похитил свою невесту и без согласия родителей тайно обвенчался с ней в церкви села Александровки, близ мызы Таицы. За этот поступок он и его товарищи, А. П. Ланской, А. И. Бреверн и П. Д. Соломирский, бывшие свидетелями на свадьбе, были преданы военному суду. Ферзен был переведен в Свеаборгский батальон. Есть мнение, что история похищения графини Строгановой легла в основу сюжета повести Пушкина «Метель». Супруги поддерживали дружеские отношения со многими знаменитостями: К. Брюллов, А. Тургенев, В. А. Жуковский. Познакомившись с семьей Ферзенов в 1831 году, Д. Фикельмон записала в дневнике:
Он не так красив, как я себе представляла, но у него очень приятное лицо, великолепная осанка, и мне кажется, что он хороший собеседник. Его жена прелестна, так хороша, такие тонкие черты, с таким грациозным выражением!
Молодая графиня умерла от чахотки в апреле 1837 года в Петербурге и была похоронена в Лазаревской церкви Александро-Невской лавры. В браке имела дочь и двух сыновей, которые воспитывались её сестрой, графиней Н. П. Строгановой:
- Павел (1830—29.03.1865), флигель-адъютант, был женат на Анне Фернандес, их дочь Ольга (1861) и сын Павел (1862—1912), рождённые до брака, 20 сентября 1865 года по прошению были признаны законными детьми и присоединены к православной церкви 6 января 1866 года в Ницце. Умер от чахотки в Ницце, похоронен там же на городском кладбище.
- Софья (27.08.1832[8]—1863), крещена 17 сентября 1832 года в церкви Рождества Иоанна Предтечи на Каменном острове при восприемстве графа С. Г. Строганова и тетки А. П. Голицыной; фрейлина двора, замужем (с 14 апреля 1858 года)[9] за гвардии ротмистром Алексеем Григорьевичем Плещеевым (1833—1880).
- Мануил (11.02.1834—08.07.1848), родился в Берлине, крестник графа С. Г. Строганова и С. В Строгановой. Умер от холеры, похоронен на Волковском кладбище.

Вторая жена (c 30 декабря 1855 года) — Елизавета Фёдоровна фон Раух (1820—1908), дочь прусского генерала, флигель-адъютанта Фридриха Вильгельма III. По словам А. Ф. Тютчевой, была любимой фрейлиной императрицы Александры Фёдоровны; представляла собой тип настоящей пруссачки, красивая, угловатая как физически, так и нравственно, ума колкого и властного, но очень неприятного. Умерла в Дрездене. Дети:
- Александра (23.11.1856—1940), фрейлина, с 1877 года замужем за генералом Германом фон Бройтцем (1850—1918).
- Николай (1858—1921), генерал-майор; после революции уехал с семьёй в Италию.

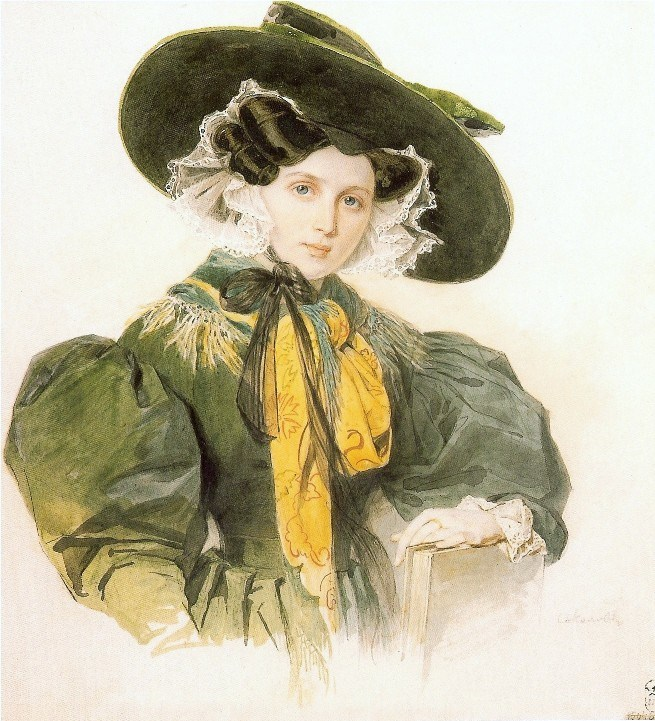
Ольга Павловна, 1-я жена
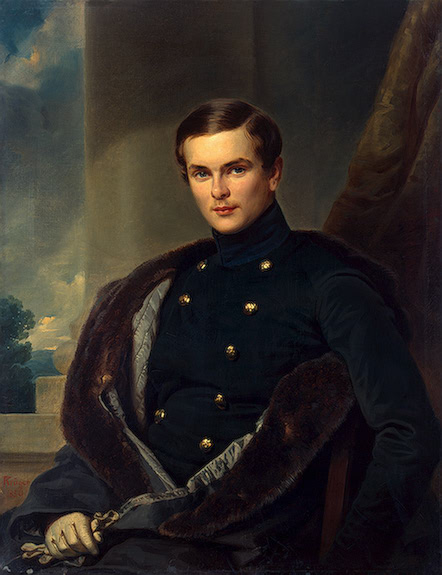
Павел Павлович, сын
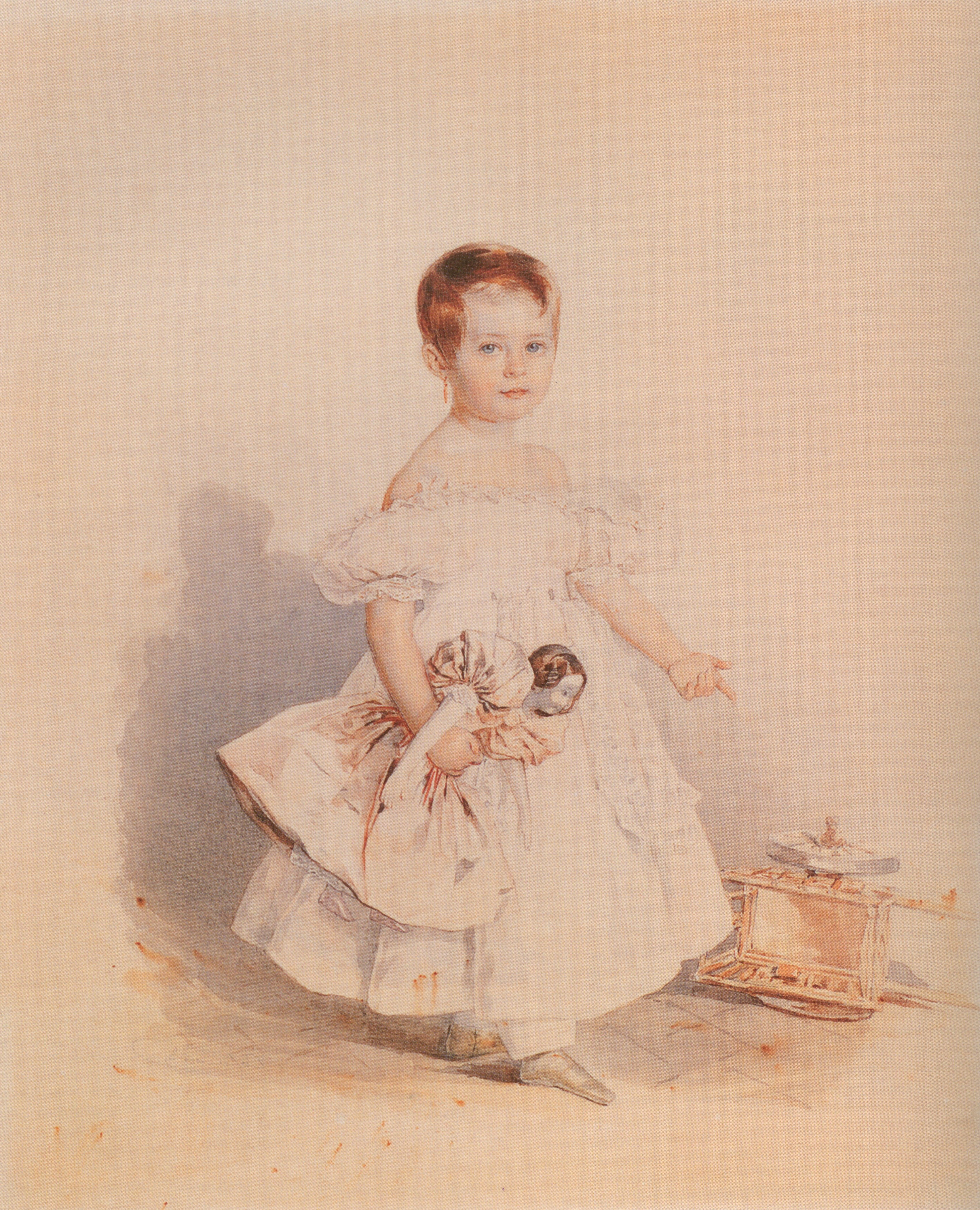
Софья Павловна, дочь